# Robert Dziekański
Robert Dziekański (Gliwice, 15 de abril de 1967 — 14 de outubro de 2007) foi um cidadão polaco que morreu no Aeroporto Internacional de Vancouver, Canadá, após receber descargas elétricas com arma de eletrochoque taser, disparada pela Real Polícia Montada do Canadá (RCMP). Após  a morte de Dziekańskio, o governo canadense instaurou o chamado inquérito Braidwood, para avaliar, através de fontes independentes, a segurança do uso dessas armas.

## Incidente
Robert Dziekański era polaco e não se comunicava em inglês. Ao descer do avião, em Vancouver, ele ficou retido no Serviço de Imigração, sem possibilidade de comunicação com a mãe, cidadã canadense, que o aguardava no Aeroporto de Vancouver.
Após mais de dez horas em uma sala, isolado e sem acesso a intérprete ou telefone, Dziekański ficou agitado e gesticulava intensamente. A Polícia Montada Canadense foi chamada e imediatamente descarregou a arma de eletrochoque taser contra Dziekański, que faleceu no local.

### Vídeo
Detalhes do incidente vieram à tona através de um vídeo amador, feito por  Paul Pritchard. A policia canadense havia apresentado uma versão diferente dos fatos antes de tomar conhecimento da existência do vídeo e tentou confiscá-lo, mas Pritchard, percebendo a gravidade do caso, contratou um advogado, que exigiu a devolução do filme.
Diante dos fatos revelados na filmagem e das discrepâncias com relação ao relato da polícia, o governo canadense iniciou uma investigação através do Inquérito Braidwood, presidido pelo Juiz Thomas R. Braidwood.

## Inquérito
O Inquérito Braidwood foi instaurado pelo Governo da Província de British Columbia  e dirigido pelo Juiz Thomas R. Braidwood, QC, Juiz do Tribunal de Justiça  aposentado da Corte de Apelações de British Columbia  e do Tribunal de Apelação e Justiça do Território do Yukon, com o objetivo de "investigar e informar sobre o uso de armas de energia direcionada" e "investigar e informar sobre a morte do Sr. Dziekanski."

## Debate sobre armas de energia fabricadas pelaTaser International

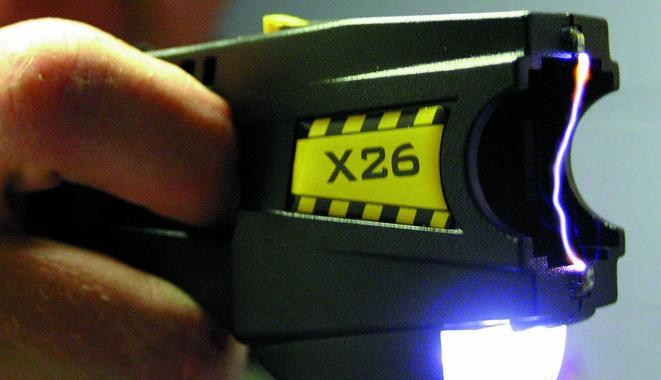
Arma de eletrochoque taser

O incidente inflamou o debate a cerca do uso de armas de eletrochoque, especificamente as fabricadas pela Taser International. A morte de Dziekański foi a décima sexta decorrente do uso dessas armas no Canadá desde que a polícia começou a usá-las, em 2003,
e houve movimentos pela suspensão do seu uso.
A décima sétima morte relacionada ao uso de Taser no Canadá ocorreu em Montreal.